# Całada
Całada (ros. Цалада) – wieś w Rosji, w Dagestanie, w rejonie gunibskim. W 2010 liczyła 207 mieszkańców, głównie Awarów.